# Elecciones estatales de Baja California de 1956
Las elecciones estatales de Baja California de 1956 se llevaron a cabo el 5 de agosto de 1956 organizadas por los ayuntamientos del estado.
En ellas se renovaron los siguientes cargos de elección popular:
- 4 ayuntamientos. Conformados por un presidente municipal, un delegado y sus regidores, electos para un periodo de tres años, reelegibles hasta por un periodo no inmediato.
- 7 diputados. Miembros de la II Legislatura del Congreso del Estado de Baja California, electos por mayoría relativa en cada uno de los distritos electorales.

## Organización
El 20 de enero de 1956, en el Periódico Oficial del Estado, fue publicada la nueva distribución distrital para las elecciones de ese año, con la finalidad de renovar el Congreso del Estado y los ayuntamientos. 
La división distrital resultó de la siguiente manera:
- Distrito 1: Ciudad de Mexicali (sección oeste)
- Distrito 2: Ciudad de Mexicali (sección este)
- Distrito 3: Delegación de Mexicali y subdelegaciones Compuertas, Hechicera, Cuervos, Algodones, Bataques y Cerro Prieto.
- Distrito 4: Delegación de Tecate y subdelegaciones de Mexicali: Colonia Progreso, San Felipe, Colonias Nuevas, Colonia Carranza y Delta.
- Distrito 5: Ciudad de Tijuana (sección este)
- Distrito 6: Ciudad de Tijuana (sección oeste), y su zona rural.
- Distrito 7: Delegación de Ensenada y su zona rural.

## Resultados electorales

### Ayuntamientos
| Municipio | Presidente municipal    | Partido                              |
| --------- | ----------------------- | ------------------------------------ |
| Mexicali  | Raúl Tiznado Aguilar    | Partido Revolucionario Institucional |
| Tijuana   | Manuel Quirós Labastida | Partido Revolucionario Institucional |
| Ensenada  | Santos B. Cota          | Partido Revolucionario Institucional |
| Tecate    | Armando Aguilar Avilés  | Partido Revolucionario Institucional |

### Congreso local
| Distrito | Diputado                 | Partido                              |
| -------- | ------------------------ | ------------------------------------ |
| I        | Roberto Mazón Noriega    | Partido Revolucionario Institucional |
| II       | José T. Campos Silva     | Partido Revolucionario Institucional |
| III      | José Saldaña Contreras   | Partido Revolucionario Institucional |
| IV       | Ernesto Escandón Molina  | Partido Revolucionario Institucional |
| V        | Guillermo Caballero Sosa | Partido Revolucionario Institucional |
| VI       | José Rubio Salazar       | Partido Revolucionario Institucional |
| VII      | Luis González Ocampo     | Partido Revolucionario Institucional |